# 艾哈迈德·亚辛
谢赫艾哈迈德·伊斯梅爾·哈桑·亚辛（阿拉伯语：‎；1936年6月—2004年3月22日），前加沙穆斯林兄弟会领导人，巴勒斯坦伊斯兰抵抗运动哈马斯的精神领袖与创始人。哈马斯在巴勒斯坦社会建造医院、教育系统、图书馆和其他服务，使得哈马斯在巴勒斯坦民众中颇有民意。亚辛在12岁时因为体育事故伤了脊椎，后来终生依靠轮椅生活。
2004年3月22日，亚辛遭以色列直升机导弹暗杀身亡。20万巴勒斯坦人参加了他的葬礼。

## 早年生活
谢赫·艾哈迈德·亚辛出生在朱拉村，其11歲時（1948年）親眼目睹家鄉和其他500个巴勒斯坦村庄一样被以色列推土机推平。亚辛隨家人逃到加薩，成為難民。 当他12岁时，亚辛和他的朋友摔跤時不小心弄伤脊椎，后来终生依靠轮椅行动。1959年，亚辛离开加沙去了埃及，开始了在伊斯兰最高学府——艾资哈尔大学學習。并在那里受到伊斯兰教育，并且后来他本人也在加沙的伊斯兰大学任教。然而，由于缺乏资金，他不得不缩短学业，离开埃及。1965年加入埃及的穆斯林兄弟会。
1973年亚辛返回加沙后开始从事宗教宣传和扶贫济困的宗教福利活动，建立了伊斯兰中心，逐渐成为巴勒斯坦被占领土上颇有影响的人物，被人们尊称为“谢赫”。

## 生平事迹
亚辛主张用武力建立包括从地中海东岸到约旦河西岸的巴勒斯坦伊斯兰共和国。1987年底，亚辛在加沙成立了巴勒斯坦伊斯兰抵抗运动（哈马斯），发起了反抗以色列的政治和军事斗争，他本人也被尊奉为哈马斯精神领袖。
亚辛再度入狱时，已瘫痪在床。1997年9月，以色列政府以“亚辛健康状况明显恶化”为由突然宣布释放亚辛。同年10月1日亚辛获释。8年的牢狱生活使亚辛的身体状况进一步恶化，视力、听觉严重受损。出狱后，亚辛仍领导哈马斯进行抗击以色列的斗争，并坚持认为武装抵抗是结束以色列非法占领的唯一正确选择。
2004年3月22日，亚辛在以色列发动的空袭中身亡。